# Bear Lake Ranger Station
La Bear Lake Ranger Station était une station de rangers située dans le comté de Larimer, au Colorado, dans le centre des États-Unis.
Construite en 1923 au sein du parc national de Rocky Mountain, cette structure bâtie dans le style rustique du National Park Service est inscrite au Registre national des lieux historiques le 20 juillet 1987 mais subit d'importantes détériorations. Elle est alors démolie et retirée du Registre national le 9 avril 2009. Une nouvelle station de rangers est construite à proximité du lac Bear pour la remplacer.